# Saint-Ouen-de-la-Cour
Saint-Ouen-de-la-Cour is een plaats en voormalige gemeente in het Franse departement Orne in de regio Normandië en telt 65 inwoners (2009). De plaats maakt deel uit van het arrondissement Mortagne-au-Perche.

## Geschiedenis
De gemeente maakte deel uit van het kanton Bellême. Toen dit kanton op 22 maart 2015 werd opgeheven werd Saint-Ouen-de-la-Cour opgenomen in het op die dag opgerichte kanton Ceton. Op 1 januari 2017 fuseerde de gemeente met Eperrais, Le Gué-de-la-Chaîne, Origny-le-Butin, La Perrière en Sérigny tot de commune nouvelle Belforêt-en-Perche.

## Geografie
De oppervlakte van Saint-Ouen-de-la-Cour bedraagt 5,8 km², de bevolkingsdichtheid is dus 11,2 inwoners per km².
De onderstaande kaart toont de ligging van Saint-Ouen-de-la-Cour met de belangrijkste infrastructuur en aangrenzende gemeenten.

## Demografie
Onderstaande figuur toont het verloop van het inwonertal (bron: INSEE-tellingen).
Eperrais · Le Gué-de-la-Chaîne · Origny-le-Butin · La Perrière · Saint-Ouen-de-la-Cour · Sérigny